# FUNKY JAMS 802
『FUNKY JAMS 802』（ファンキー ジャムズ エイトオーツー）は、FM802で1992年から2010年4月2日まで放送されていたラジオ番組。

## 概要
毎年春から夏にかけて同局が行っているDJオーディションの合格者が担当する番組であり、登龍門とも言える番組である。オーディションを合格したほとんどのDJがFM802の初レギュラー番組としてこの番組を経験しているほか、DJ以外のスタッフが担当していた時期もあった。また、FM802開局当時からのDJであるヒロ寺平は、番組開始当初の一時期この番組のディレクターを務めていた。
オーディション合格人数の都合もあり、4人が各曜日を担当したり、2人が2曜日ずつ分けて担当するなどのパターンがあった。
この番組を皮切りにFM802の他番組へ異動（ステップアップ）する者ばかりではなく、番組卒業とともにFM802のレギュラー出演を終了する者も少なくない。
1995年1月17日の放送では、番組のエンディング間近に兵庫県南部地震（阪神・淡路大震災）が発生し、5:53に尾花さわか（当時の担当DJ）が地震の第一報を伝えた。
2010年春改編をもって、18年間の放送を終了した。番組終了時の担当DJは前時間帯の1:00 - 4:00に開始された『NIGHT RAMBLER』にそのまま移り、4:00 -  6:00は『RADIO IT』（実質フィラー番組）になった。終了から4年半後の2014年秋改編から、当番組と同じく新人DJの登竜門要素のある『LNEM 〜エルネム〜』が開始。

## 放送時間

### 終了時の放送時間
火曜 - 金曜 3:00 - 6:00

## 担当DJ

### 終了時の担当DJ
- 火曜：野村雅夫 （2009年10月5日 - 2010年3月30日）
- 水曜：鬼頭由芽 （2007年10月 - 2010年3月31日。2009年9月までは水曜担当）
- 木曜：平野聡（2009年10月7日 - 2010年4月1日）
- 金曜：竹内琢也（2010年1月7日 - 4月2日）

### 過去の担当DJ
現在もFM802でDJを担当
- 浅井博章（1993年10月 - 1996年9月）
- 大抜卓人
- 中島ヒロト
- 内田絢子（2006年10月 - 2007年3月）
- 早川和余
- 飯室大吾（2006年10月 - 2009年9月は火曜、同年10月 - 12月は木曜。担当期間は番組史上最長記録である。）

ほか
左記以外
- 鈴木理恵（ - 2009年10月）
- タケモトコウジ（ - 2009年10月）
- 尾上さとこ
- 尾花さわか
- 大和良子
- 浜平恭子
- 岡本祐佳
- 秀島史香
- 武村貴世子
- 西田新（2023年4月よりFM COCOLO〈2012年4月よりFM802が1局2波体制で運営〉に移籍）
- 吉村昌広（2023年4月よりFM COCOLOに移籍）
- 仁井聡子（2025年4月よりFM COCOLOに移籍）

ほか